# Tomohiro Shinno
Tomohiro Shinno (japanisch 真野 友博 Shinno Tomohiro; * 17. August 1996 in Hiroshima) ist ein japanischer Leichtathlet, der sich auf den Hochsprung spezialisiert hat.

## Sportliche Laufbahn
Erste internationale Erfahrungen sammelte Tomohiro Shinno im Jahr 2022, als er mit übersprungenen 2,27 m beim Shizuoka International Athletics Meet siegte und anschließend bei den Weltmeisterschaften in Eugene mit derselben Höhe im Finale den achten Platz belegte. Ende August siegte erm it 2,27 m beim 58. Palio Città della Quercia sowie mit derselben Höhe beim 35. Meeting Città di Padova. Im Jahr darauf siegte er mit 2,23 m beim Brisbane Track Classic und schied im August bei den Weltmeisterschaften in Budapest mit 2,18 m in der Qualifikationsrunde aus. Daraufhin gewann er bei den Asienspielen in Hangzhou mit 2,29 m die Bronzemedaille hinter dem Katari Mutaz Essa Barshim und Woo Sang-hyeok aus Südkorea. 2024 verpasste er bei den Olympischen Sommerspielen in Paris mit 2,20 m den Finaleinzug. Im Jahr darauf siegte er mit 2,20 m beim Maurie Plant Meet sowie mit 2,27 m beim Seiko Golden Grand Prix und gewann bei den Asienmeisterschaften in Gumi mit 2,26 m die Silbermedaille hinter dem Südkoreaner Woo Sang-hyeok.
In den Jahren 2020 und 2022 wurde Shinno japanischer Meister im Hochsprung im Freien sowie 2022 in der Halle.